# 溫迪·坎蒂卡·艾薩
溫迪·坎蒂卡·艾薩（2002年6月11日—），印尼舉重運動員，她代表印尼隊參加了日本舉行的2020年夏季奧林匹克運動會，並且在女子49公斤級比賽上獲得銅牌。